# Diadème (1756)
Pour les articles homonymes, voir Diadème (homonymie).
Le Diadème est un vaisseau de ligne de deuxième rang portant 74 canons sur deux ponts. Il est construit à Brest par Jacques-Luc Coulomb de 1755 à 1756. Il sert dans la Marine française de 1756 à 1797 et participe à trois guerres navales : celle de Sept Ans (sous Louis XV) puis d'Amérique (sous Louis XVI) et à la Première coalition (sous la Révolution).

## Caractéristiques générales
Le Diadème est un vaisseau de force de 74 canons lancé selon les normes définies dans les années 1740 par les constructeurs français pour obtenir un bon rapport coût/manœuvrabilité/armement afin de pouvoir tenir tête à la marine anglaise qui dispose de beaucoup plus de vaisseaux depuis la fin des guerres de Louis XIV. Sans être standardisé, le Diadème, partage les caractéristiques communes de tous les « 74 canons » construits à des dizaines d’exemplaires jusqu’au début du XIXe siècle et qui évoluent au rythme lent des techniques de construction de l’époque et de la volonté des responsables navals d’exploiter au mieux cette excellente catégorie de navire de guerre. Il est mis en chantier à la fin de la vague de construction qui sépare la fin de guerre de Succession d'Autriche (1748) du début de la guerre de Sept Ans (1755).
Comme pour tous les vaisseaux de l’époque, sa coque est en chêne. Son gréement, (mâts et vergues) est en pin. Il y a aussi de l’orme, du tilleul, du peuplier et du noyer pour les affûts des canons, les sculptures des gaillards et les menuiseries intérieures. Les cordages (80 tonnes) et les voiles (à peu près 2 500 m2) sont en chanvre. Un deuxième jeu de voiles de secours est prévu en soute. Prévu pour pouvoir opérer pendant des semaines très loin de ses bases européennes s’il le faut, ses capacités de transport sont considérables. Il emporte pour trois mois de consommation d’eau, complétée par six mois de vin. S’y ajoute pour cinq à six mois de vivres, soit plusieurs dizaines de tonnes de biscuits, farine, légumes secs et frais, viande et poisson salé, fromage, huile, vinaigre, sel, sans compter du bétail sur pied qui sera abattu au fur et à mesure de la campagne.
Il dispose sur son pont inférieur de 28 canons de 36 livres (les plus gros calibres en service dans la flotte à cette époque) et de 30 canons de 18 livres sur son pont supérieur. En outre, 16 canons de 8 livres sont répartis sur les gaillards. Cette artillerie en fer pèse 215 tonnes. Pour l’approvisionner au combat, le vaisseau embarque près de 6 000 boulets pesants au total 67 tonnes. Ils sont stockés dans des puits à boulets autour des mâts. S’y ajoutent des boulets ramés, chaînés et beaucoup de mitraille (8 tonnes). Il y a pour finir 20 tonnes de poudre noire, stockée sous forme de gargousses ou en vrac dans les profondeurs du vaisseau. En moyenne, chaque canon dispose de 50 à 60 boulets.

## Les trois guerres duDiadème
Le Diadème fait sa première campagne en 1757 alors que la guerre avec l'Angleterre fait rage depuis deux ans. Il est placé sous les ordres du capitaine de Rosily et intègre la division de 5 vaisseaux du chef d'escadre Bauffremont qui doit faire voile pour les Antilles et l'Amérique du Nord afin d'y défendre les îles à sucre et Louisbourg. Le 31 janvier, il appareille de Brest pour Saint-Domingue où il arrive quelques semaines plus tard avec les autres vaisseaux pour y débarquer des troupes. Le 17 mars 1757, avec l'Éveillé (64 canons) il capture le HMS Greenwich (50) au large des côtes de Saint-Domingue après deux jours de poursuite. Puis, il fait route vers le Canada où il arrive en mai, participant ainsi à la concentration navale qui sauve Louisbourg de l'invasion cette année-là. En octobre, le Diadème rentre en France. Comme les autres vaisseaux, il est touché par la grave épidémie de typhus qui ravage les équipages et qui contamine Brest à l'arrivée en novembre, faisant des milliers de morts dans la ville.
Il n'est pas engagé en 1759 dans les batailles de Lagos et des Cardinaux qui voient la défaite des escadres de Toulon et de Brest dans une nouvelle tentative de débarquement en Angleterre.
En 1778, au début de l'engagement français dans la guerre d'Indépendance américaine, il combat à Ouessant. En 1779, il participe à la bataille de la Grenade, lors de la prise de l'île par le comte d'Estaing. En décembre 1779, il stationne à la Martinique, mais, désarmé pour l'hiver, il n'est pas engagé dans la bataille qui se déroule devant l'île lors de l'arrivée d'un convoi.  En 1780, sous le commandement de Dampierre, il fait partie de l'escadre de La Motte-Piquet, avec l'Annibal, l'Amphion et le Réfléchi. 
En 1781, il intègre la grande escadre du comte comte de Grasse qui part de Brest pour guerroyer dans les Antilles. Sous le commandement de Louis-Augustin de Monteclerc, il participe à la bataille décisive de la Chesapeake qui décide du sort de la guerre en bloquant définitivement les forces anglaises à Yorktown. 
Après la victoire française, le Diadème prend part en janvier 1782 à la bataille de Saint-Christophe pour s'emparer de l'île du même nom. Le 12 avril de cette même année, il participe à la bataille des Saintes, dernier grand engagement naval franco-anglais de la guerre.
Le 29 septembre 1792, peu après la chute de la Monarchie, il est renommé le Brutus (son ancien nom faisait référence au pouvoir royal). Il est rasé en frégate de 42 canons en mai 1794. Avec cet armement, il prend part à la bataille du 13 prairial an II, prenant l'Indomptable en remorque,.
Il est démoli en 1797.